# Qendër Ersekë
Qendër Ersekë is een plaats en voormalige gemeente in de stad (bashkia) Kolonjë in de prefectuur Korçë in Albanië. Sinds de gemeentelijke herindeling van 2015 doet Qendër Ersekë dienst als deelgemeente en is het een bestuurseenheid zonder verdere bestuurlijke bevoegdheden. De plaats telde bij de census van 2011 2.673 inwoners.

## Bevolking

### Religie
De grootste religie in Qendër Ersekë is het bektashisme. Deze religie werd in 2011 beleden door 1.141 personen, oftewel 42,7% van de bevolking. Ongeveer 21,8% van de bevolking was soennitisch, terwijl 14,4% tot de Orthodoxe Kerk behoorde. 
| Plaats        | Bevolking (2011) | Islam (%)    | Katholiek (%) | Orthodox (%) | Bektashisme (%) |
| ------------- | ---------------- | ------------ | ------------- | ------------ | --------------- |
| Qendër Ersekë | 2.673            | 584 (21,83%) | 16 (0,60%)    | 385 (14,41%) | 1.141 (42,67%)  |